# Thierry Mauvernay
Pour les articles homonymes, voir Mauvernay.
Thierry Mauvernay, né le 24 décembre 1952 à Riom (France), est un entrepreneur suisse.

## Biographie
Thierry Mauvernay est né le 24 décembre 1952 à Riom (France). Il est le fils de Rolland-Yves Mauvernay, docteur en pharmacie et entrepreneur franco-suisse, et de Françoise Mauvernay-Clément.
Il étudie à Clermont-Ferrand et obtient un master en sciences économiques et en marketing, puis un DESS qu’il complète d’un MBA de l'institut d'administration des entreprises.
Il crée en 1976 la société de cosmétique ISD à Paris qu’il revendra en 1998, mais en continuant de la diriger jusqu’en 2001.
En 2001, il quitte la France pour s’installer en Suisse. Il devient alors directeur général de la société Debiopharm aux côtés de son père Rolland-Yves Mauvernay qui en assure la présidence (ce dernier décède en 2017). Debiopharm produit des thérapies curatives contre le cancer avec l'oxaliplatine et des solutions de santé,,.
En 2012, il est nommé président et administrateur délégué du groupe Debiopharm. 
En 2013, il crée la Fondation Philanthropique Next,,.
En 2016, il participe à la création du challenge qualité de vie du patient à travers Debiopharm International SA et aux côtés de Inartis et La-Solution.ch. Ce challenge récompense les projets innovants visant à améliorer la qualité de vie des patients.

## Fortune
Challenges estime sa fortune professionnelle à 2,2 milliards d'euros en 2020. Le site Bilan.ch l'estime à environ 1,3 milliard d'euros en 2022.

## Ouvrage
- Thierry Mauvernay, Écouter & Oser pour entreprendre avec succès, Le Cherche Midi, 2022, 192 p. (ISBN 2749175437)[14].